# Phyllodoce tuberculosa
Phyllodoce tuberculosa är en ringmaskart som beskrevs av Kudenov 1975. Phyllodoce tuberculosa ingår i släktet Phyllodoce och familjen Phyllodocidae. Inga underarter finns listade i Catalogue of Life.